# Certhia familiaris
Il rampichino alpestre (Certhia familiaris Linnaeus, 1758) è un uccello passeriforme della famiglia Certhiidae.

## Etimologia

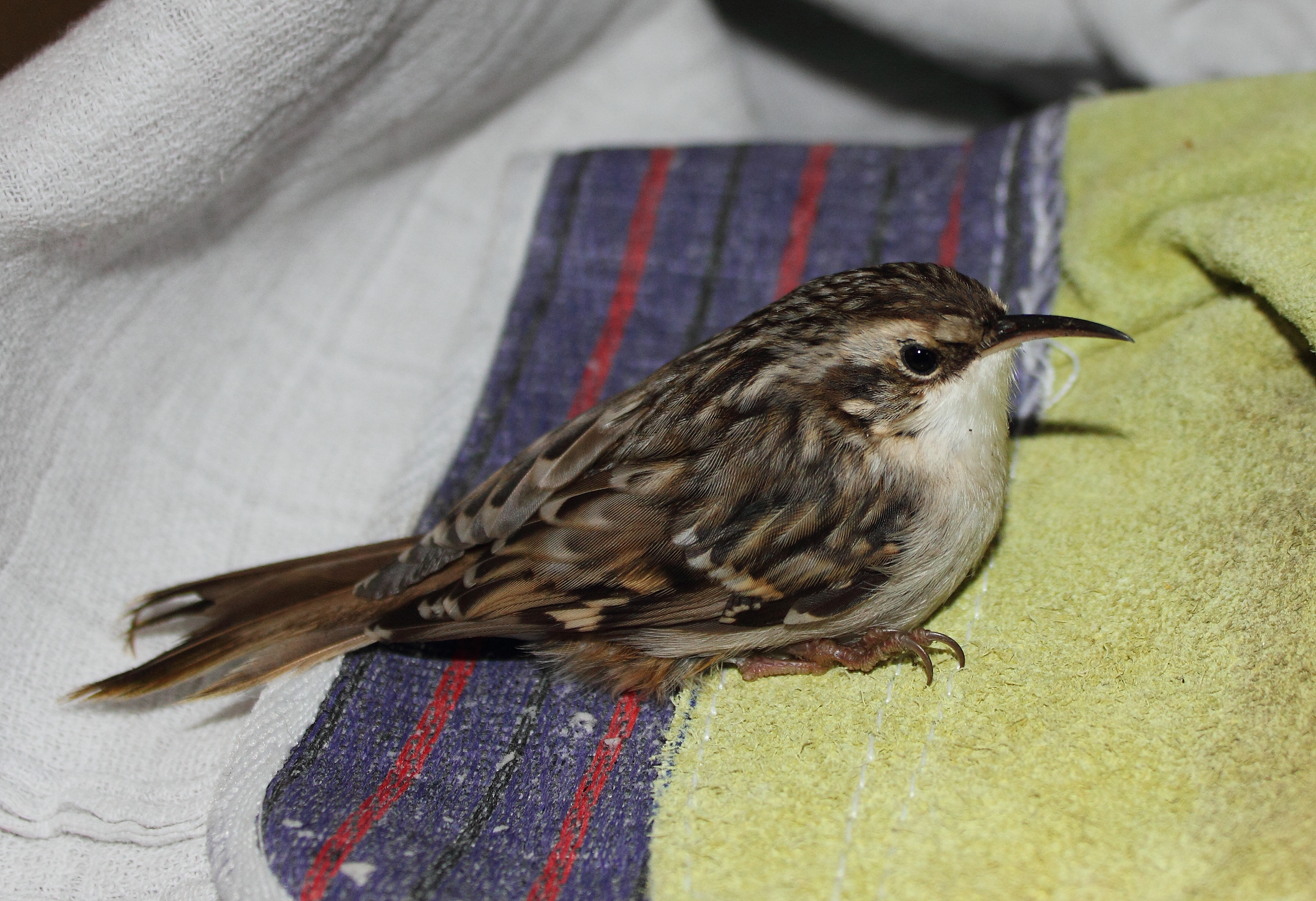
Esemplare in Stiria.

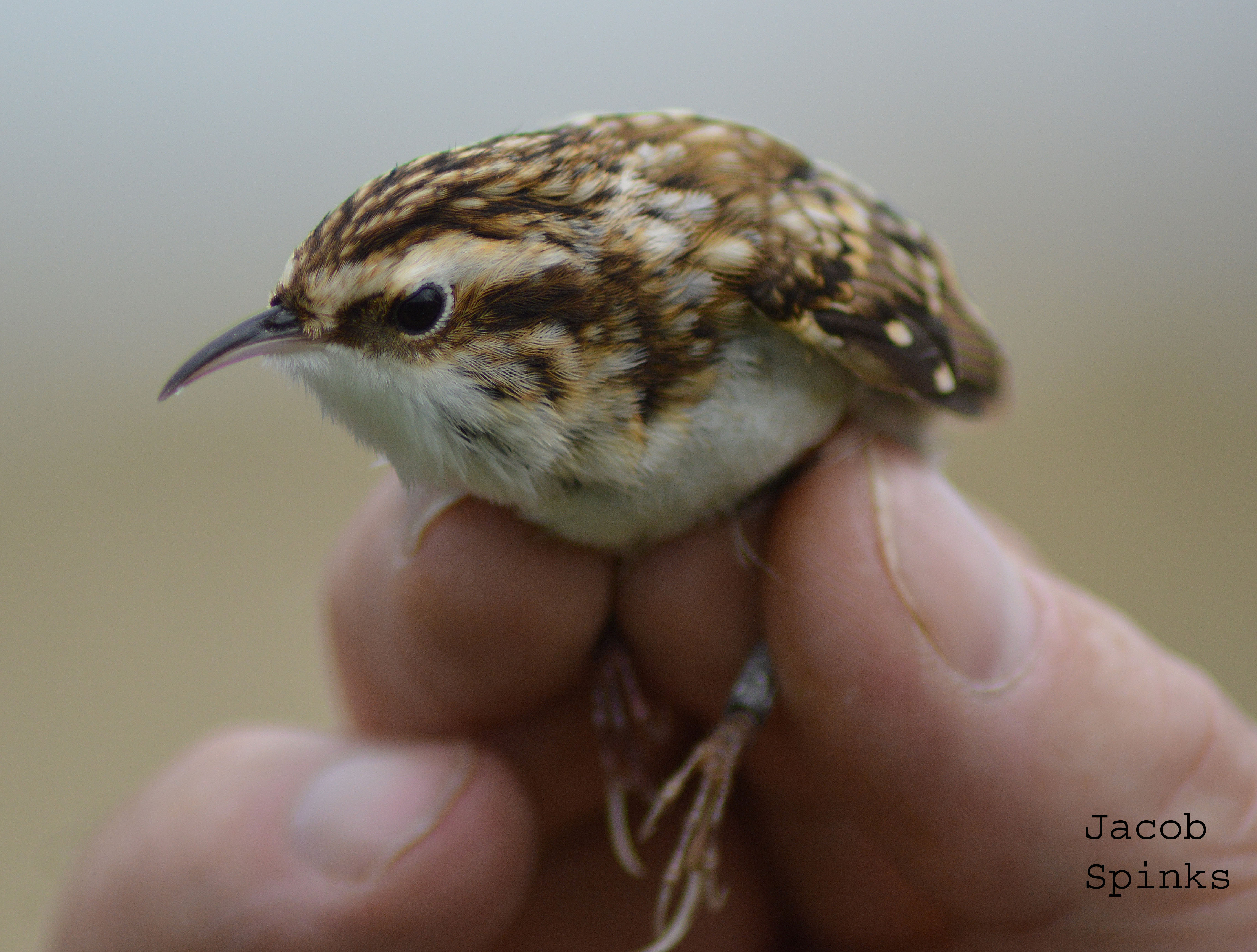
Esemplare tenuto in mano.

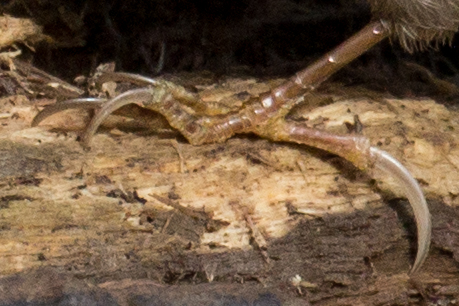
Dettaglio della zampa.

Il nome scientifico della specie, familiaris, significa "familiare" in latino ed è legato al fatto che si tratta della specie tipo del genere Certhia.

## Descrizione

### Dimensioni
Misura 12,5 cm di lunghezza, per 7,8-10 g di peso.

### Aspetto
Si tratta di uccelletti dall'aspetto paffuto e arrotondato, muniti di grossa testa piriforme (arrotondata sulla nuca e allungata nel senso del becco) che sembra incassata direttamente nel torso, becco piuttosto lungo e sottile incurvato verso il basso, ali appuntite, coda squadrata piuttosto lunga e dalle penne rigide e forti zampe dalle lunghe dita artigliate: nel complesso, il rampichino alpestre  è molto simile al rampichino comune, rispetto al quale presenta unghie (soprattutto la posteriore) più lunghe, colorazione ventrale più opaca, coda e remiganti più chiare.
Il piumaggio è sobrio e mimetico. Fronte, vertice, dorso e ali sono di colore bruno con variegature beige e biancastre, somiglianti alle screziature della corteccia sulla quale questi animali sono soliti muoversi: copritrici e remiganti sono di colore bruno scuro (così come l'area scapolare, che è però screziata di bianco) con punta orlata di bruno-nocciola tendente al dorato. Il sopracciglio è grigio-biancastro, mentre ai lati del becco parte una banda bruna che si congiunge al bruno della nuca attraversando gli occhi e le guance, a formare una mascherina: gola, petto, ventre e sottocoda sono di colore bianco-grigiastro, mentre la coda è dello stesso bruno delle ali.

Sussiste una certa variabilità intraspecifica nella tonalità della colorazione, con una tendenza ad aumentare la saturazione della colorazione dorsale (soprattutto su fronte e vertice) dal centro nord agli estremi orientali e occidentali dell'areale.
Il becco presenta mandibola superiore nerastra e mandibola inferiore di color grigio-rosato: gli occhi sono di colore bruno scuro, mentre le zampe sono di color carnicino.

## Biologia

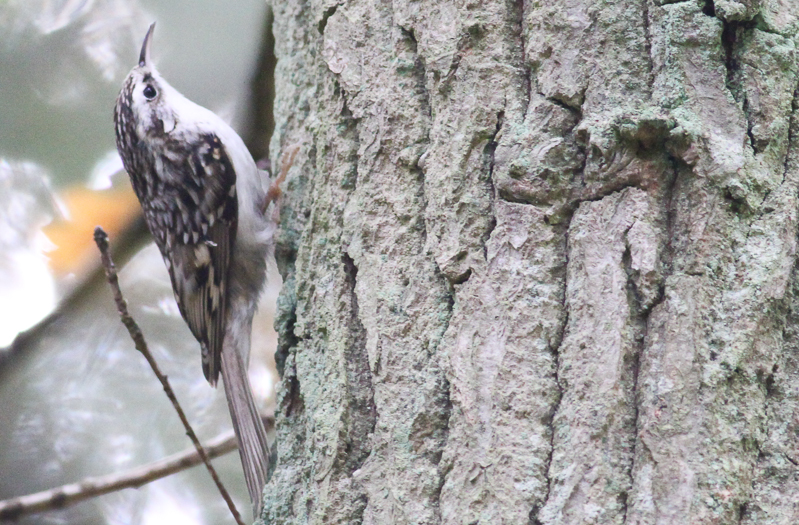
Esemplare a Vlieland.

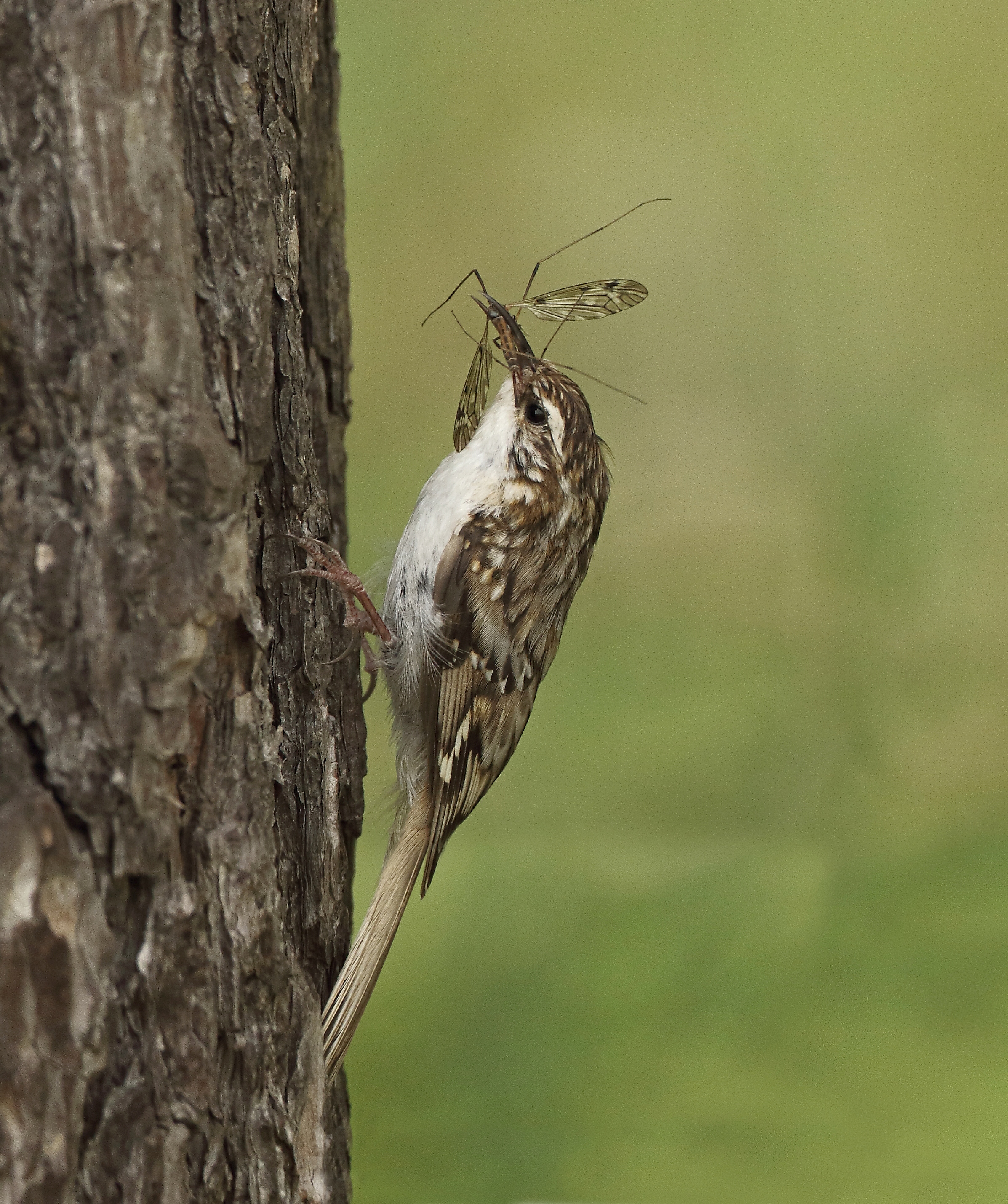
Esemplare con preda nel becco in Grecia.

Il rampichino alpestre è un uccelletto dalle abitudini diurne, che vive in genere da solo, passando la maggior parte della giornata saltellando attorno ai tronchi e i rami degli alberi seguendo caratteristici percorsi elicoidali, utilizzando le forti zampe con lunghe dita per trattenersi al tronco (con gli artigli ricurvi che funzionano come veri e propri ramponi) e la coda rigida per tenersi appoggiato ai tronchi in posizione verticale. Sul far della sera i rampichini si ritirano in tane ricavate da cavità dei tronchi o della corteccia, dove specialmente durante le notti più fredde possono ammassarsi fino a una dozzina di esemplari, che poi si separano il mattino seguente.
Il canto di questi uccelli è acuto e pigolante, costituito dalla stessa nota ripetuta tre volte per periodi più o meno prolungati.

### Alimentazione

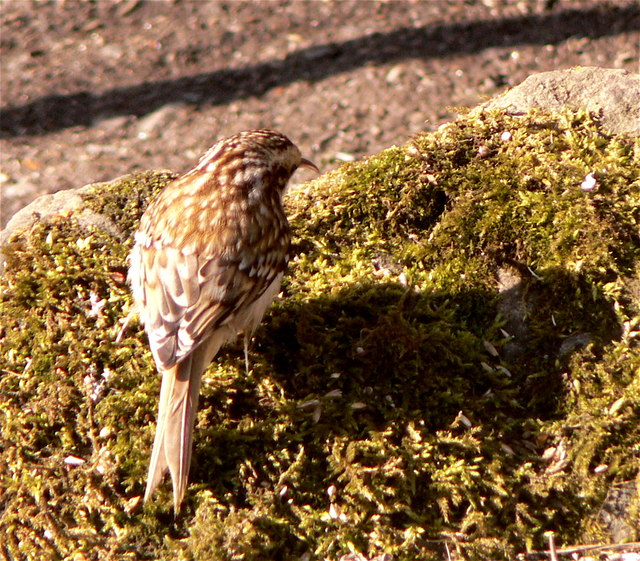
Esemplare cerca il cibo nel muschio a Linlithgow.

Il rampichino alpestre è un uccello essenzialmente insettivoro, che si nutre di insetti, larve, ragni ed altri piccoli invertebrati, rinvenuti ispezionando col becco le spaccature e le fessure della corteccia: durante i mesi invernali, questi uccelli possono inoltre cibarsi di pinoli.

Generalmente il cibo viene cercato fra gli alberi, coi maschi che ispezionano la parte più bassa della pianta e le femmine che reperiscono il cibo nella chioma: i rampichini possono però percorrere alla ricerca di cibo anche muri, rocce o scendere al suolo, sondando il terreno nudo o i depositi di aghi di pino.

### Riproduzione
Si tratta di uccelli monogami, la cui stagione riproduttiva va da marzo a giugno (in Giappone è sfasata di un mese, cominciando in maggio e terminando in luglio): durante questo periodo viene generalmente portata avanti una singola covata, sebbene circa un quinto delle coppie (soprattutto nelle porzioni occidentale e meridionale dell'areale) tenti di portare avanti una seconda nidiata.

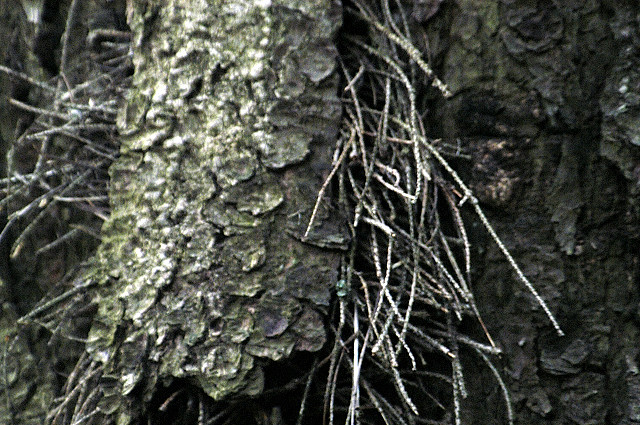
Nido nelle Ardenne.

Il nido viene costruito nelle cavità dei tronchi degli alberi e nelle fessure della corteccia, sotto i pezzi di quest'ultima che si stanno staccando. Per costruire il nido, i rampichini alpestri tendono a evitare le conifere (sebbene, quando presente, questi uccelli privilegino l'introdotta wellingtonia, in virtù della sua corteccia relativamente morbida e facile da scavare), accettando in questo caso di buon grado le cassette-nido artificiali: talvolta, questi uccelli costruiscono il nido nelle spaccature della roccia o in cavità dei muri.

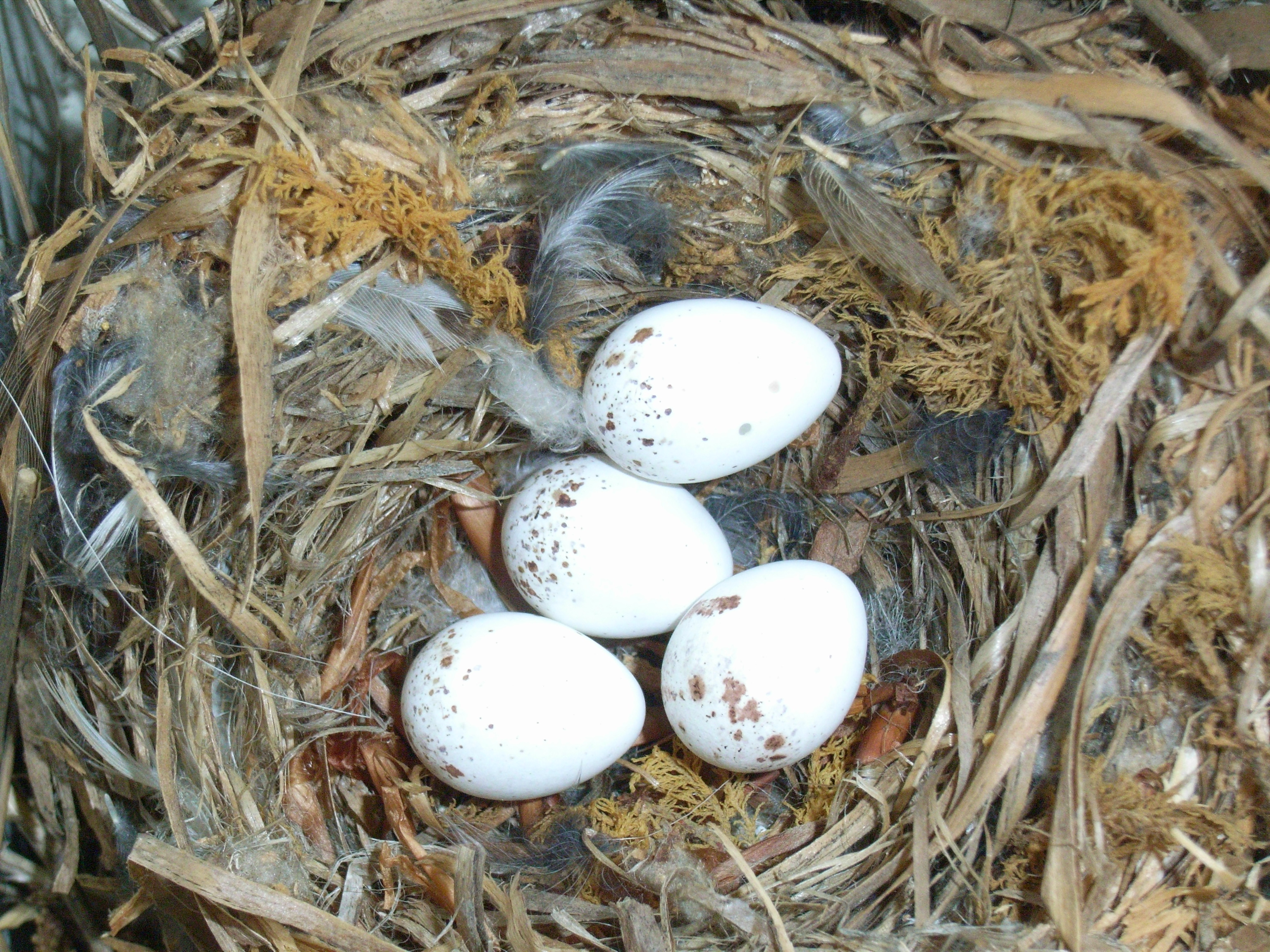
Nido con uova.

Il nido è a forma di coppa, costruito intrecciando grossolanamente rametti sottili, pezzetti di corteccia e aghi di pino e foderando l'interno con materiale soffice come piumino, muschio, licheni e ragnatela: al suo interno la femmina depone 3-6 uova di colore biancastro con rada maculatura rosata al polo ottuso, che provvede a covare da sola (imbeccata dal maschio, che rimane sempre nei pressi) per 13-17 giorni, al termine dei quali schiudono pulli ciechi ed implumi.

I nidiacei vengono imbeccati da ambedue i genitori ma accuditi dalla sola femmina, involandosi a 15-17 giorni dalla schiusa: dopo l'involo, tuttavia, essi continuano a fare ritorno al nido per la notte e a seguire i genitori nei loro spostamenti, prima di allontanarsene definitivamente.
La specie presenta un tasso di sopravvivenza annuo del 47,7%, con una speranza di vita che può sfiorare i 9 anni.

## Distribuzione e habitat

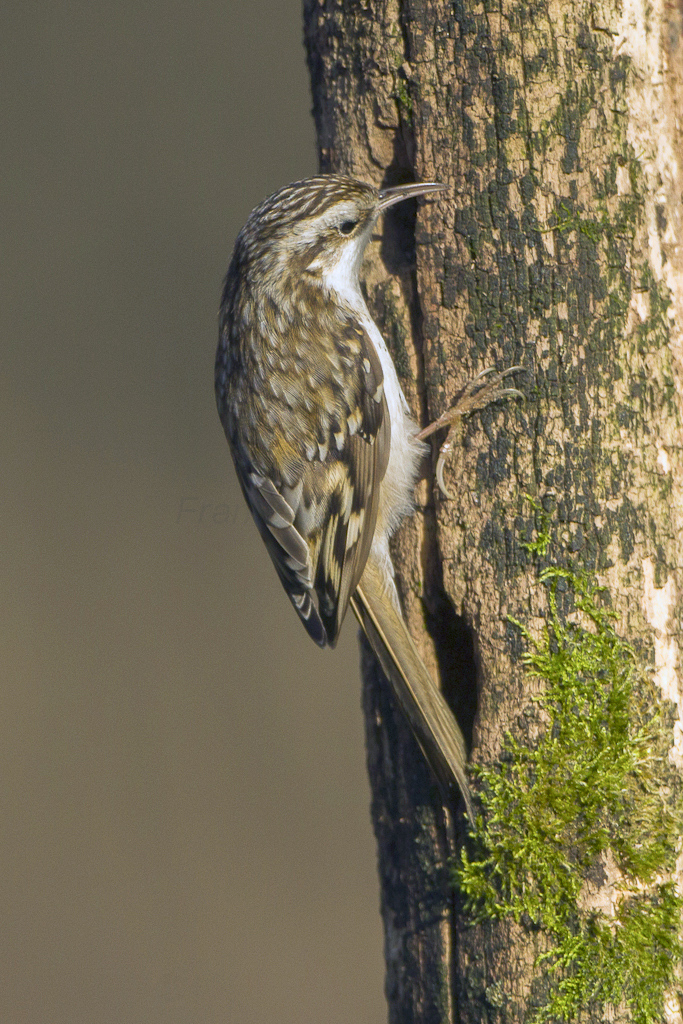
Esemplare in Ungheria.

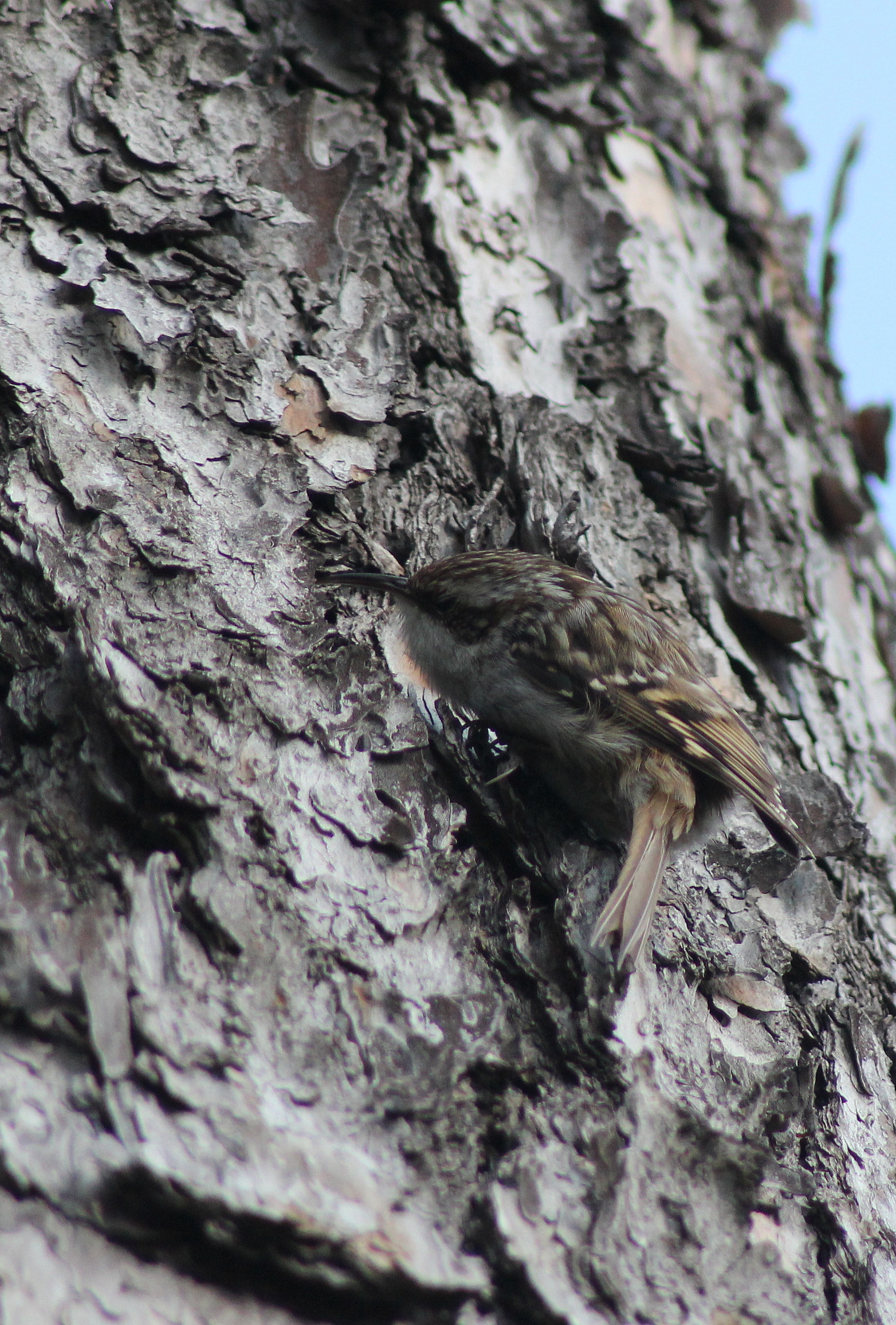
Esemplare a Villa Borghese.

Il rampichino alpestre occupa un areale piuttosto vasto, che comprende una vasta porzione dell'Eurasia, dalla penisola iberica al Giappone attraverso i Pirenei, il Massiccio Centrale, l'arco alpino, gli Appennini, la Corsica, l'Illiria, l'Europa centrale e Europa orientale, il Caucaso, le aree costiere del golfo di Botnia, la Siberia, il Tian Shan e il Pamir, il nord della Mongolia, la Manciuria a nord fino al golfo della Uda, Sakhalin; lo si trova anche in Cina centro-settentrionale e nelle isole britanniche (pur mancando dalle Orcadi, dalle Shetland e dalle Scilly). In Italia, il rampichino alpestre è presente nelle aree pedemontane di Alpi e Appennini, a sud fino all'Abruzzo.

Residente in gran parte del proprio areale, alcune delle popolazioni russe migrano verso sud-est durante i mesi più freddi, svernando in Kazakistan nord-occidentale e Mongolia orientale, mentre le popolazioni montane possono scendere di quota durante l'inverno.
L'habitat di questi uccelli è rappresentato dai boschi e dalle foreste ben maturi, preferibilmente primari, con presenza di grossi alberi o prevalenza di specie che tendono a presentare  spaccature e screpolature nella corteccia: dove il rampichino alpestre vive in simpatria col rampichino comune, esso tende a frequentare le pinete e i boschi di conifere (soprattutto a prevalenza di pecci e abeti) per evitare la competizione interspecifica, mentre dove tale convivenza manca esso è diffuso anche nei boschi misti e a prevalenza di latifoglie.

La specie è osservabile fino a oltre 2000 m di quota: tuttavia, il rampichino alpestre si riproduce solo nelle aree dove l'isoterma di luglio va dai 14 ai 24° C, sicché, specialmente nel sud del proprio areale, questi uccelli tendono a salire di quota per nidificare.

## Tassonomia
Se ne riconoscono dieci sottospecie:

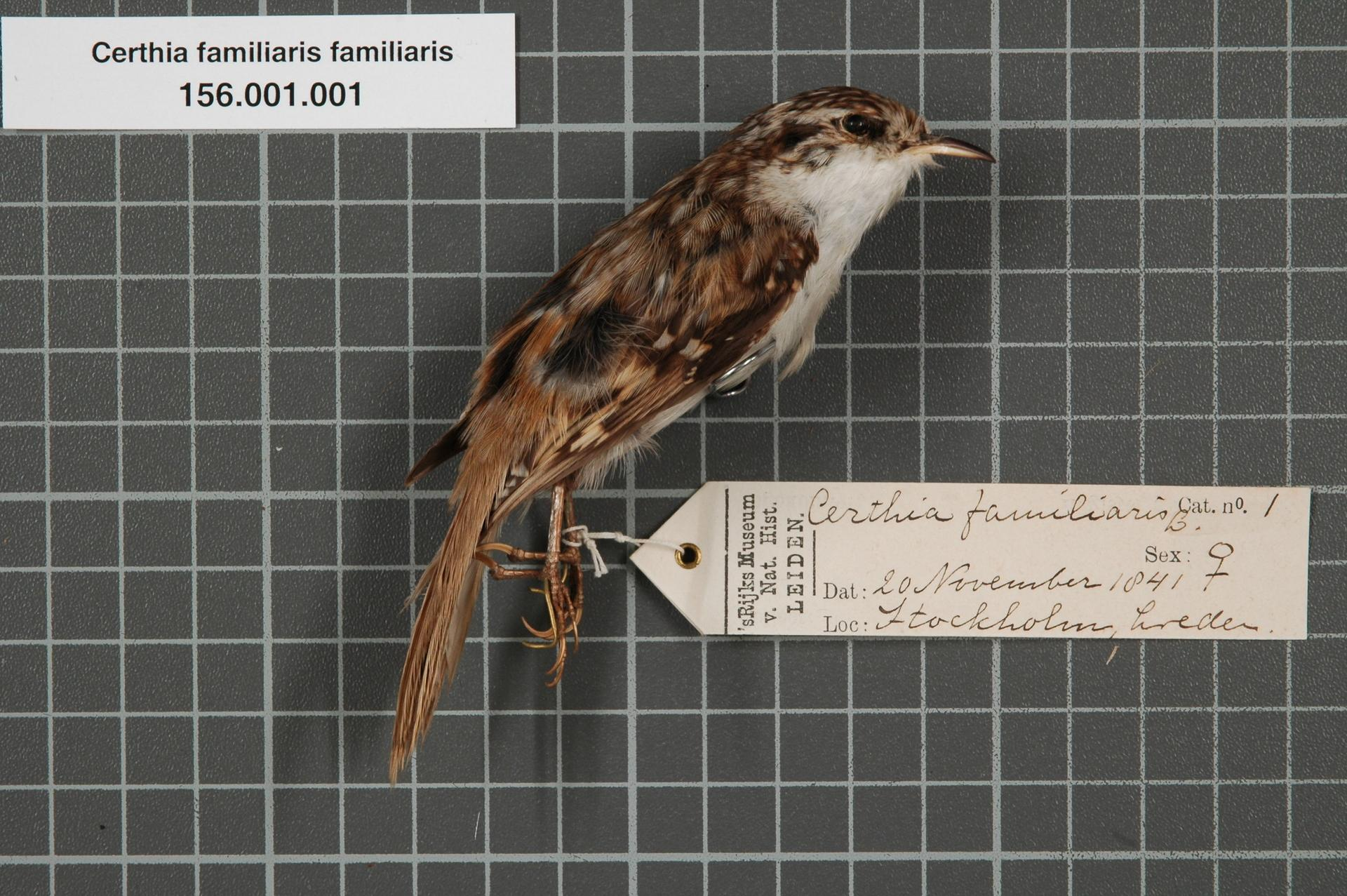
Femmina impagliata della sottospecie nominale.

- Certhia familiaris britannica Ridgway, 1882 - endemica delle isole britanniche;
- Certhia familiaris macrodactyla Brehm, 1831 - diffusa in Europa centrale, dall'Oder alla Cordigliera Cantabrica, Italia compresa;
- Certhia familiaris corsa Hartert, 1905 -  endemica della Corsica;
- Certhia familiaris familiaris Linnaeus, 1758 - la sottospecie nominale, diffusa dalla Polonia all'Enisej attraverso Fennoscandia e penisola balcanica;
- Certhia familiaris daurica Domaniewski, 1922 - diffusa dalla Siberia centrale al mare di Okhotsk, alle Curili, a Sakhalin e a Hokkaidō, oltre che in Manciuria, Corea del Nord e Cina nord-orientale (fino alle porte di Pechino);
- Certhia familiaris caucasica Buturlin, 1907 - diffusa in Crimea, nel Caucaso (Georgia, Armenia, Azerbaigian) e nel nord della Turchia;
- Certhia familiaris persica Zarudny & Loudon, 1905 - diffusa dal sud-est dell'Azerbaigian al Golestan, lungo le coste meridionali del Mar Caspio e i monti Elburz;
- Certhia familiaris bianchii Hartert, 1905 - endemica del nord della Cina (Qinghai orientale, Gansu occidentale, Shaanxi e Shanxi);
- Certhia familiaris tianschanica Hartert, 1905 - diffusa in Turkestan (dal Kazakistan sud-orientale e Kirghizistan all'Uiguristan orientale, nei pressi di Hami);
- Certhia familiaris japonica Hartert, 1897 - endemica di Honshū, Kyūshū e Shikoku;

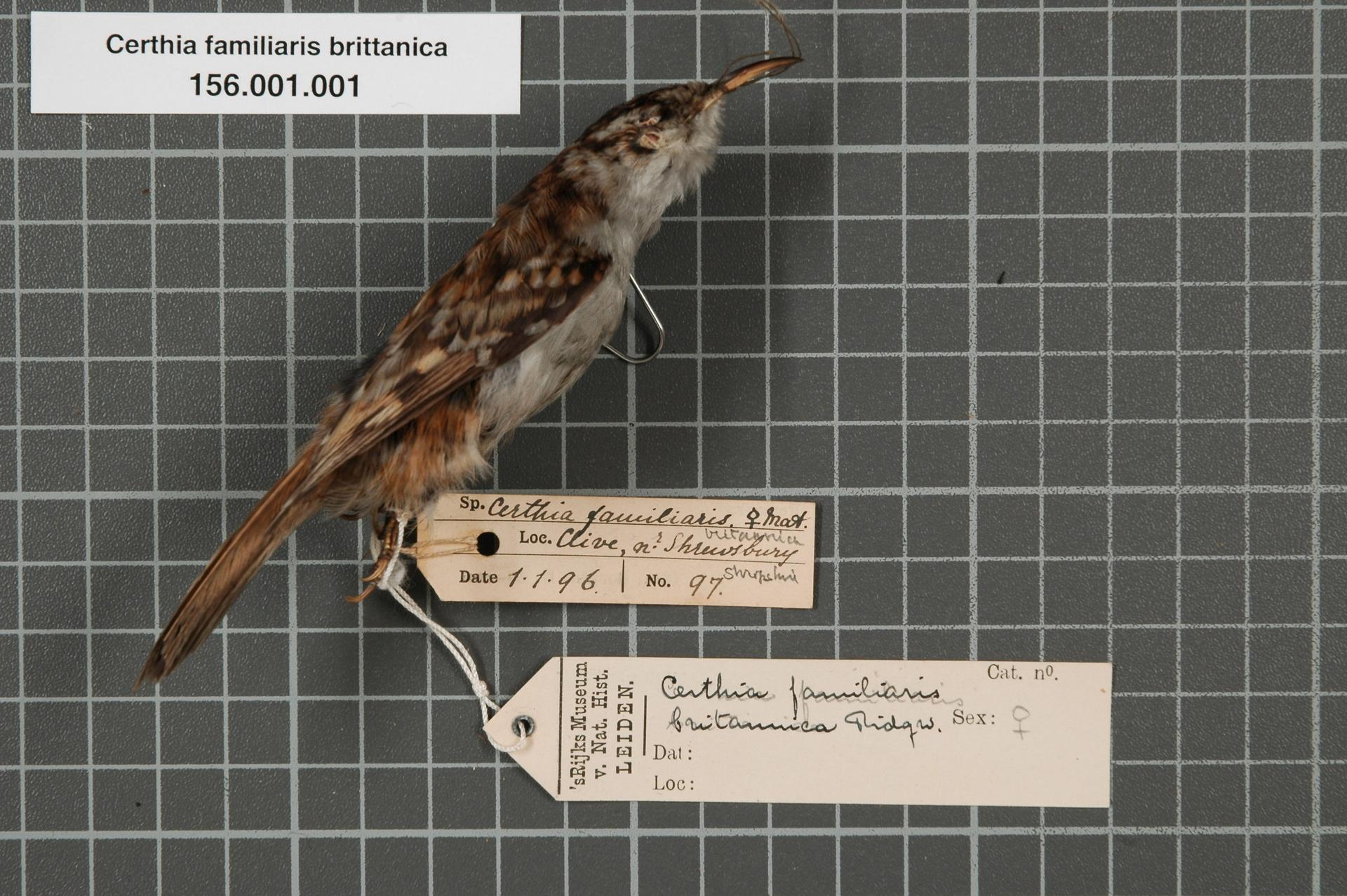
Femmina impagliata della sottospecie brittanica.
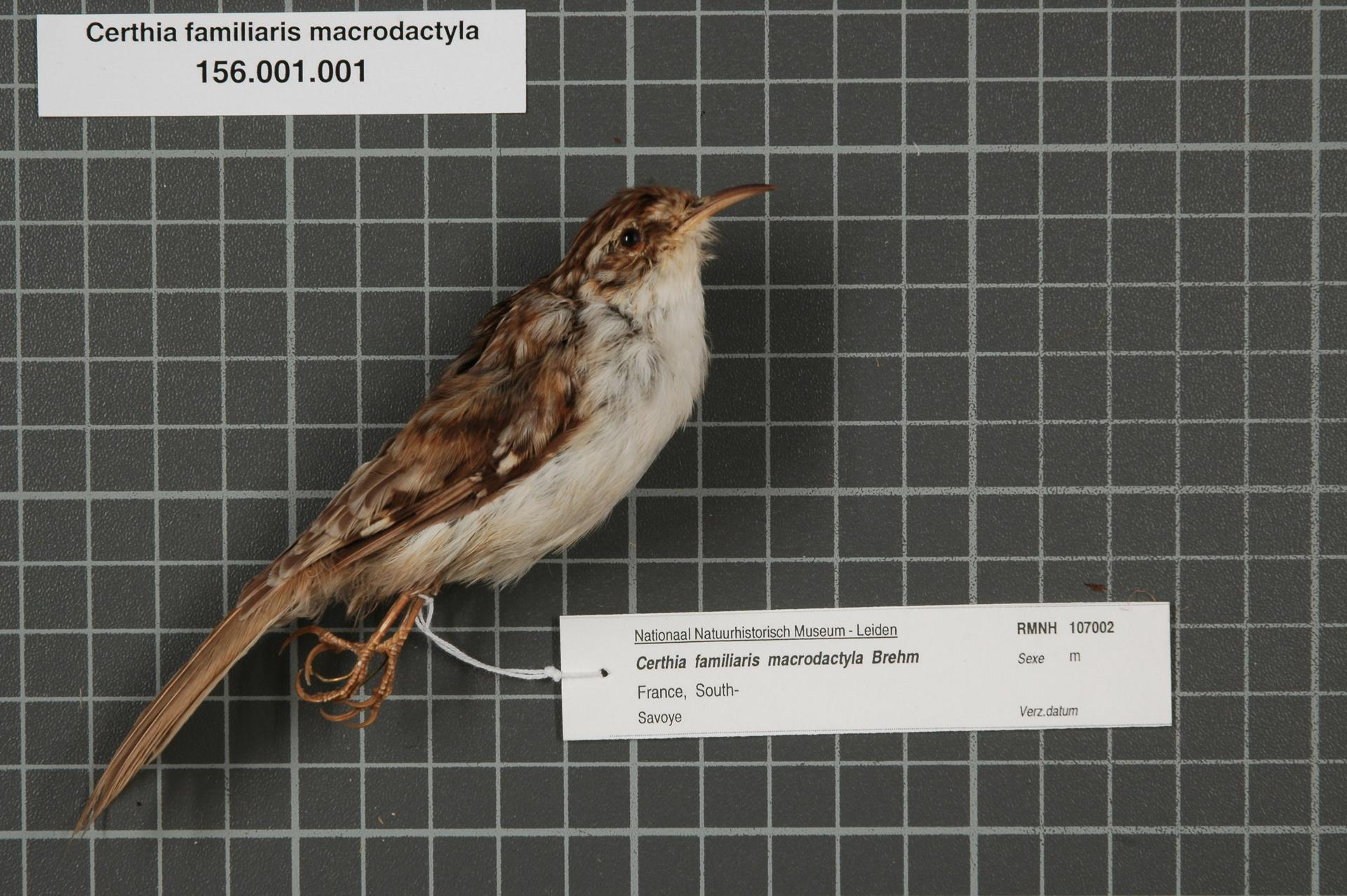
Maschio impagliato della sottospecie macrodactyla.
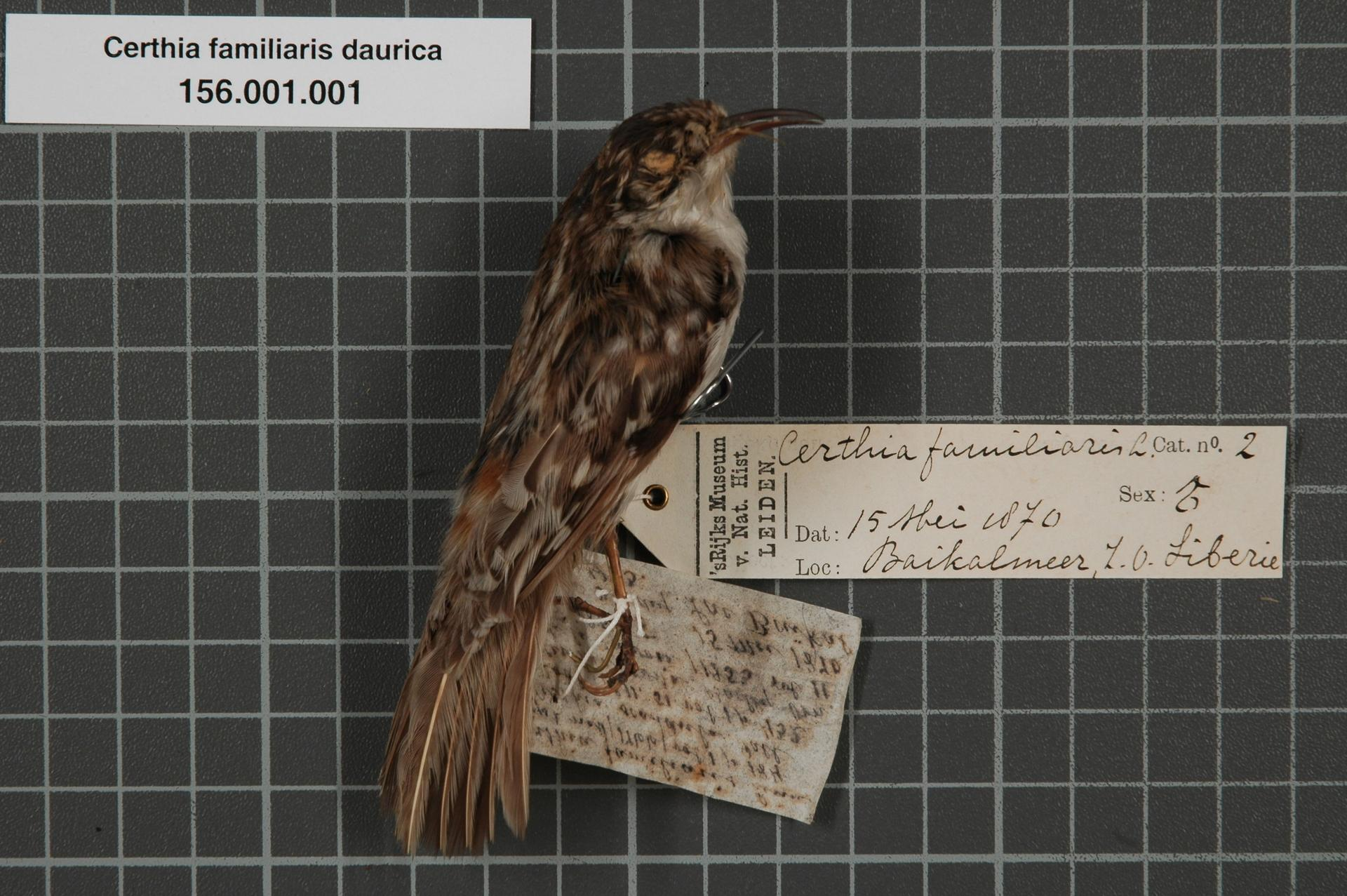
Maschio impagliato della sottospecie daurica.
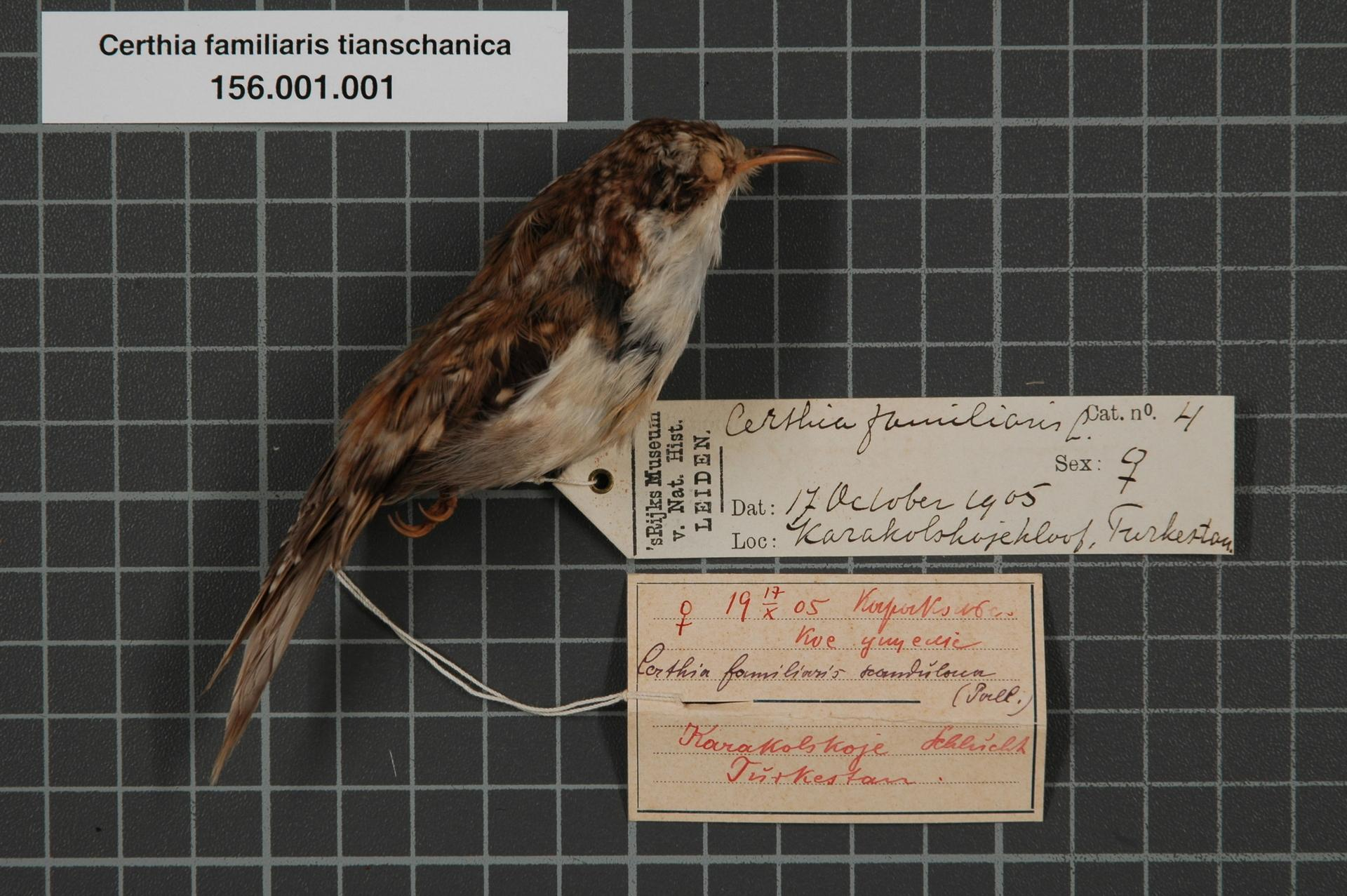
Maschio impagliato della sottospecie tianschanica.

Alcuni autori riconoscerebbero inoltre le sottospecie kurilensis delle isole Curili, rossica della Siberia occidentale e orientalis del territorio del Litorale (sinonimizzate con daurica), mentre altri accorperebbero tianschanica e persica alla nominale: le sottospecie hodgsoni, khamensis e mandellii sono state classificate come specie a sé stante col nome di Certhia hodgsoni.

La sottospecie corsa, seppur quasi indistinguibile morfologicamente dalle altre, a livello genetico ha mostrato di rappresentare, assieme a caucasica, l'ultimo rappresentante esistente di una prima ondata di colonizzazione dei rampichini alpestri in Europa, poi scomparso da questo ambiente, che è stato ricolonizzato successivamente da nuove popolazioni sempre di origine asiatica.